# Хірний Костянтин Васильович
Костянтин Васильович Хірний (нар. 23 лютого 1937, місто Харків, тепер Харківської області — 1 жовтня 2012, місто Харків) — український радянський партійний діяч, 1-й секретар Харківського міського комітету КПУ. Член ЦК КПУ в 1986—1990 роках. Депутат Верховної Ради УРСР 11-го скликання.

## Біографія

Могила на Другому міському кладовищі Харкова

Народився в родині робітника. Мати працювали бібліотекарем. Закінчив школу робітничої молоді.
У 1954—1955 роках — токар-револьверник Харківського заводу електроапаратури. 
У 1955—1958 роках — учень Харківського авіаційного технікуму.
У 1958—1959 роках — помічник майстра ливарного цеху, у 1959—1962 роках — майстер ливарного цеху Харківського заводу електроапаратури.
Член КПРС з 1962 року.
У 1962—1964 роках — старший майстер ливарного цеху, у 1964—1967 роках — заступник начальника ливарного цеху, у 1967—1969 роках — начальник ливарного цеху Харківського заводу електроапаратури.
У 1969 році закінчив заочно Харківський авіаційний інститут імені Жуковського, спеціальність — інженер-механік.
У 1969—1976 роках — секретар партійного комітету Харківського заводу електроапаратури.
У 1976—1981 роках — директор Світловодського радіозаводу Кіровоградської області.
У 1981—1983 роках — директор Харківського державного проектного інституту Міністерства промисловості засобів зв'язку СРСР.
У 1983—1990 роках — 1-й секретар Харківського міського комітету КПУ.
У 1990 році — інспектор Харківського обласного комітету КПУ.
У 1990—1991 роках — заступник директора з економіки і зовнішніх зв'язків Харківського державного проектного інституту.
З 1991 року — директор Харківського державного проектного інституту, голова правління ВАТ «Харківський проектний інститут».
Потім — на пенсії в місті Харкові.

## Нагороди
- три ордени Трудового Червоного Прапора
- лауреат Державної премії України в галузі архітектури і містобудування
- медалі